# Apis mellifera sahariensis
Apis mellifera sahariensis este o subspecie a albinei melifere europene (Apis mellifera) localizate în oazele din Maroc și Algeria.